# 41 Pułk Piechoty (austro-węgierski)
Bukowiński Pułk Piechoty Nr 41 (niem. Bukowina'sches Infanterieregiment Nr 41) – pułk piechoty cesarskiej i królewskiej Armii.

## Historia pułku
Oddział kontynuował tradycje pułku utworzonego w 1701 roku. 
Kolejnymi Szefami pułku byli:
- Friedrich baron Kellner von Köllenstein (1857–1883),
- Aleksy Romanow (1883–1890),
- arcyksiążę Eugeniusz Ferdynand Habsburg (1890–1918).

Kolory pułkowe: żółty (schwefelgelb), guziki srebrne. Skład narodowościowy w 1914 roku 27% – Rusini, 54% – Rumuni, 15% Polacy.
W 1873 roku komenda pułku stacjonowała we Lwowie, natomiast komenda uzupełnień i batalion zapasowy w Terezínie. W 1903 roku komenda pułku, komenda uzupełnień i batalion zapasowy były dyslokowane w Terezínie.
W 1914 roku pułk stacjonował w Czerniowcach na terytorium 11 Korpusu. Tam też znajdowała się Komenda Okręgu Uzupełnień (niem. Ergänzungs Bezirk Kommando Czernowitz). Oddział wchodził w skład 59 Brygady należącej do 30 Dywizji Piechoty.
Bataliony pułku brały udział w walkach z Rosjanami w końcu 1914 i na początku 1915 roku w Galicji oraz w Królestwie Kongresowym. Żołnierze pułku są pochowani m.in. na cmentarzach: Zawierciu, Cmentarz wojenny nr 314 - Bochnia.

## Żołnierze pułku
Komendanci pułku
- płk Gustav Begg von Albensberg (1873)
- płk Karl Dvorak (1903–1905)
- płk Rudolf Schmidt (1906–1909)
- płk Ludwig Demar (1910–1911)
- płk Alfred Klement von Treldewehr (1912–1913)
- płk Eberhard Mayerhoffer von Vedropolje (1914)

Oficerowie i urzędnicy wojskowi
- ppłk Iwan Maksymowycz
- ppłk Karol Tomaszkiewicz – komendant Okręgu Uzupełniającego Czerniowce
- kpt. Jakub Jaworski
- kpt. Paweł Kindelski – audytor
- kpt. Eugeniusz Zuger
- lekarz sztabowy (niem. Stabsarzt) Kazimierz Steier
- por. Bronisław Batsch
- por. Mikołaj Minkusz
- por. Leonard Petelenz
- por. rez. Bronisław Praszałowicz
- ppor. rez. Otton Blutreich
- ppor. rez. Józef Halka (w latach 1892–1900)